# La Joute (sculpture)
La Joute est une sculpture urbaine de l'artiste Jean Paul Riopelle. Il s'agit d'une fontaine actuellement située à la Place Jean-Paul-Riopelle dans le Quartier international de Montréal.

## Situation et accès
Située entre la nouvelle entrée du Palais des congrès et celle de l'édifice Jacques-Parizeau, autrefois le Centre CDP Capital, la Place Jean-Paul-Riopelle, où est relocalisée la fontaine, a été aménagée sur un ancien stationnement extérieur et sur une partie couverte de l'autoroute Ville-Marie.

## Description
L’œuvre se compose d'un ensemble de trente sculptures en bronze de représentations animales et humaines, parmi lesquelles figurent le hibou, le poisson, l’ours et le chien, d'une part, et de figures abstraites d'autre part, à l'intérieur et à l'extérieur d'un bassin circulaire. Depuis sa réinstallation, l’œuvre comporte un anneau circulaire qui projette des flammes à certaines heures en soirée.
La fontaine fonctionne selon une séquence cinétique qui dure environ 32 minutes. Elle commence quelques minutes avant la demi-heure, toutes les heures de 17h30 à 23 heures pendant l'été. La séquence commence lorsque le jet de fontaine se dilate pour former un dôme sur les sculptures. Puis, à l'arrière du parc, les grilles au sol commencent à s'embuer. Les 12 grilles de chaque brouillard, l'une après l'autre dans l'ordre, prenant environ 90 secondes pour se séquencer de l'un à l'autre jusqu'à ce qu'ils atteignent la fontaine[Quoi ?]. Après environ 18 minutes, les machines à l'intérieur de la fontaine commencent à produire un nuage particulièrement dense. Le jet de fontaine se transforme alors en un dribble. À l'heure, des buses dans un anneau entourant la sculpture centrale à l'intérieur du bassin font jaillir des jets de gaz naturel à travers l'eau ; ceux-ci sont éclairés par des sources de flammes installées dans les daises de certaines sculptures, produisant un anneau de flamme dramatique. La flamme dure environ sept minutes. La fontaine elle-même s'arrête. La brume s'arrête, puis le feu est "arrosé" par la fontaine qui a redémarré. La séquence de brume, sans le feu dans la fontaine, se produit toutes les heures tout au long de la journée.

## Historique
Dès 1966, l'idée d'un projet de sculpture-fontaine vint à Jean Paul Riopelle. Il la présenta à la Ville de Montréal dans le cadre de l'Exposition universelle de Montréal de 1967. Bien que l'idée ne soit pas retenue pour cette occasion, il commence à travailler à sa réalisation par intermittence à partir de 1969, réalisant d'abord un modèle en glaise, puis en plâtre.
La première présentation publique de l’œuvre a lieu à Saint-Paul-de-Vence, en  France, à la Fondation Maeght, lors d'une exposition intitulée Sculptures et grands Formats de Riopelle (du 22 décembre 1970 au 22 janvier 1971). L'année suivante, elle est présentée au Centre culturel canadien  et au Musée d'art moderne de Paris. Ce n'est toutefois qu'en 1974 que la sculpture put être coulée, en Italie, pour sa réalisation en bronze. Après plusieurs hésitations, c'est en avril 1976 que le Musée d'art contemporain de Montréal accepte de recevoir en don l’œuvre de Riopelle de la part de onze collectionneurs qui l'avaient acquise au coût de $325 000 pour qu'elle soit installée dans le parc olympique pour la tenue des Jeux olympiques d'été de 1976. Elle fut inaugurée officiellement le 16 juillet 1976, étant remise de façon protocolaire au président de la Régie des installations olympiques (RIO) de l'époque, Claude Rouleau. Quelques années plus tard s'est ajoutée une plaque commémorative en bronze sur laquelle apparait le nom de la sculpture avec les cinq anneaux olympiques.
La RIO avait pour mandat l'entretien de la sculpture qu'on laissa malgré tout se détériorer. En 1983, la RIO avait même décidé d'en retirer certaines composantes afin de pouvoir aménager un café-terrasse au pied de l’œuvre.

### Relocalisation
La sculpture étant autrefois située dans le Parc olympique, dans le quartier Hochelaga-Maisonneuve de Montréal, la relocalisation de l’œuvre fut envisagée sérieusement en 2002 par Marcel Brisebois, directeur du Musée d'art contemporain de Montréal. Constatant l'inertie de la Régie des installations olympiques devant l'état de dégradation de la sculpture, Marcel Brisebois fit valoir que, outre son état de dégradation, l'ensemble n'était toujours pas fonctionnel selon les vœux de son créateur. De plus, il n'a jamais été question que l’œuvre soit installée de façon permanente au parc olympique.
Son déménagement à la Place Jean-Paul-Riopelle lors du réaménagement du Quartier international de Montréal en 2003 a provoqué la controverse et l'indignation des habitants du quartier Hochelaga-Maisonneuve, qui ont prétendu que la déplacer du parc olympique la prive du contexte nécessaire pour sa pleine signification en tant qu'hommage au sport.
Ceux qui ont soutenu le déménagement, y compris le Gouvernement du Québec, les héritiers de Riopelle, et le propriétaire de l'œuvre d'art, le Musée d'art contemporain de Montréal, ont soutenu que la déplacer rendrait un hommage approprié à son créateur, et que cela permettrait que son travail soit plus largement vu et exposé selon les souhaits de l'artiste, alors que son emplacement précédent avait été inaccessible et n'avait pas inclus la fontaine ni les éléments pyrotechniques nécessaires à la production des flammes.
En septembre 2013, un programme de rénovation avait été approuvé par l'arrondissement de Ville-Marie pour un montant de $443 000, mais sans présenter à ce moment-là de calendrier précis. À l'été 2018, des travaux de rénovation ont eu lieu.

## Galerie

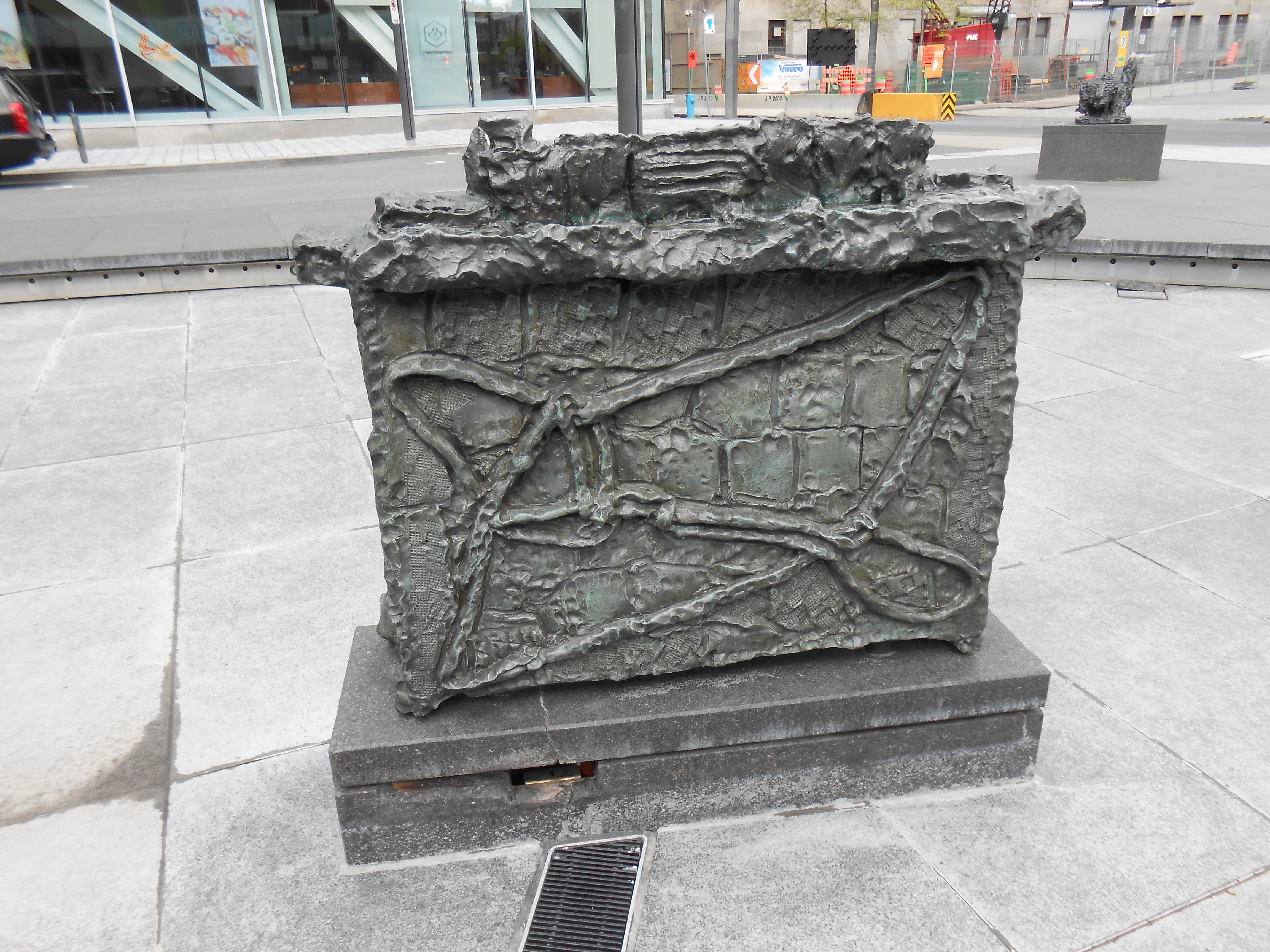
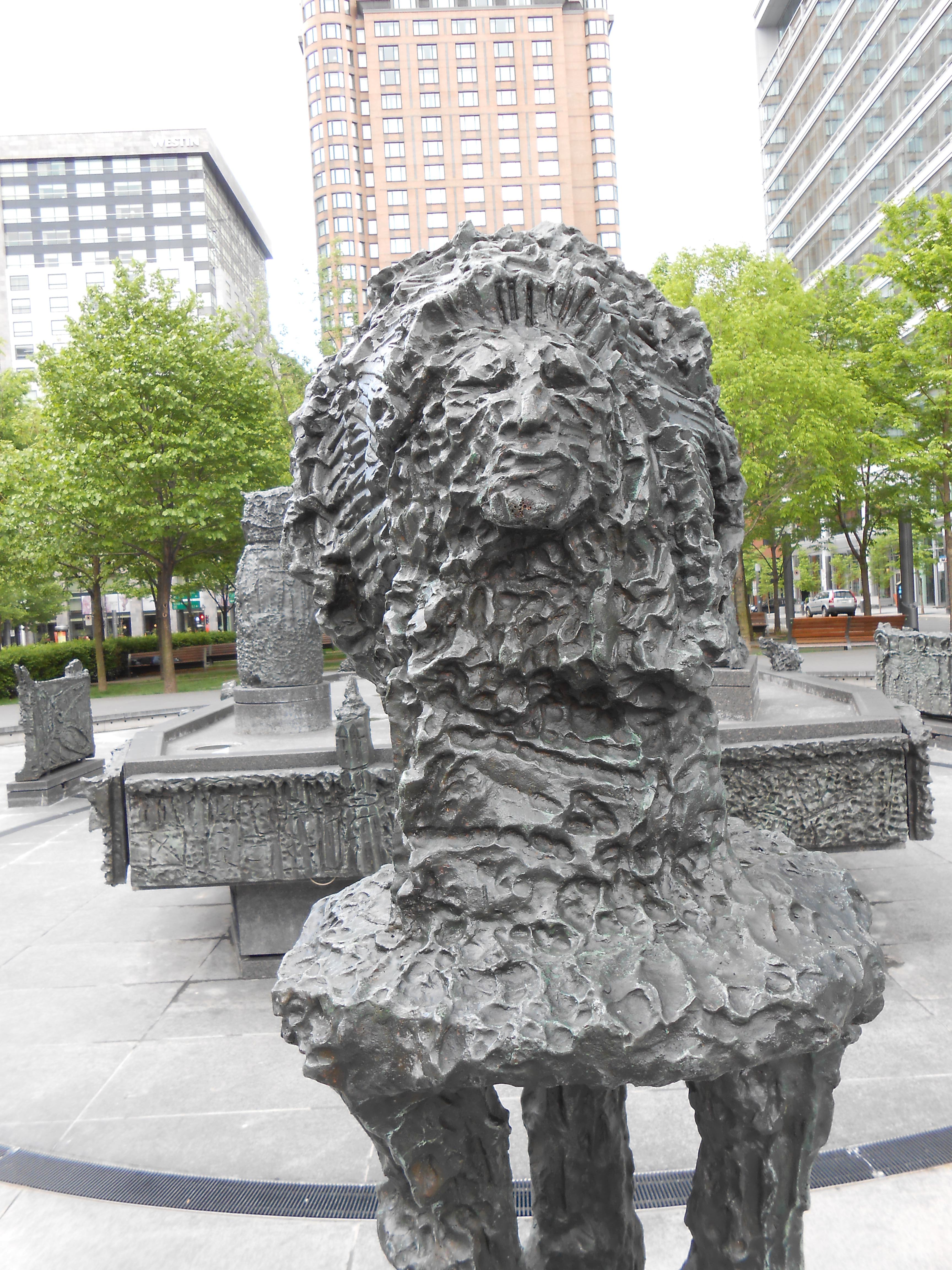
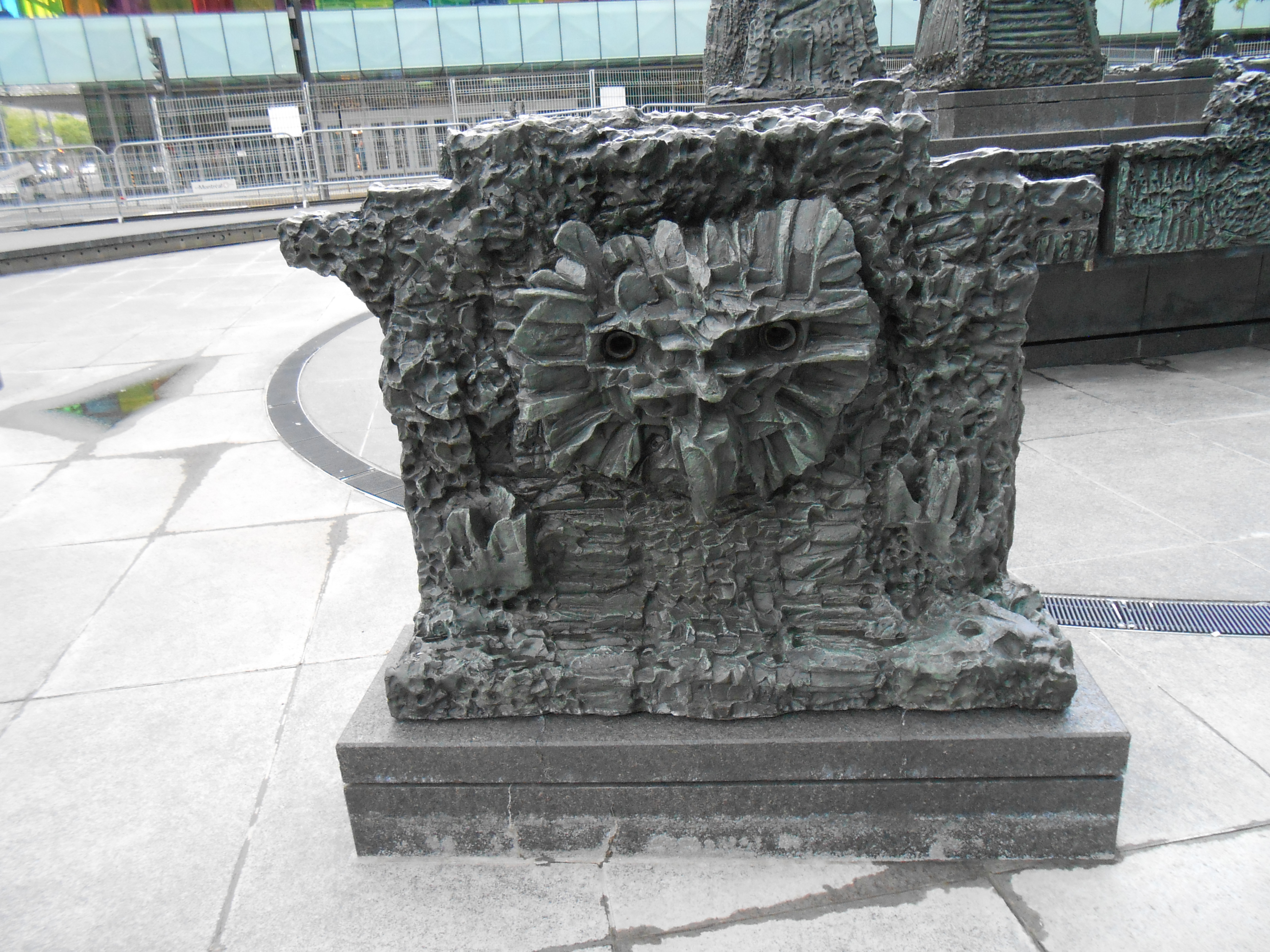
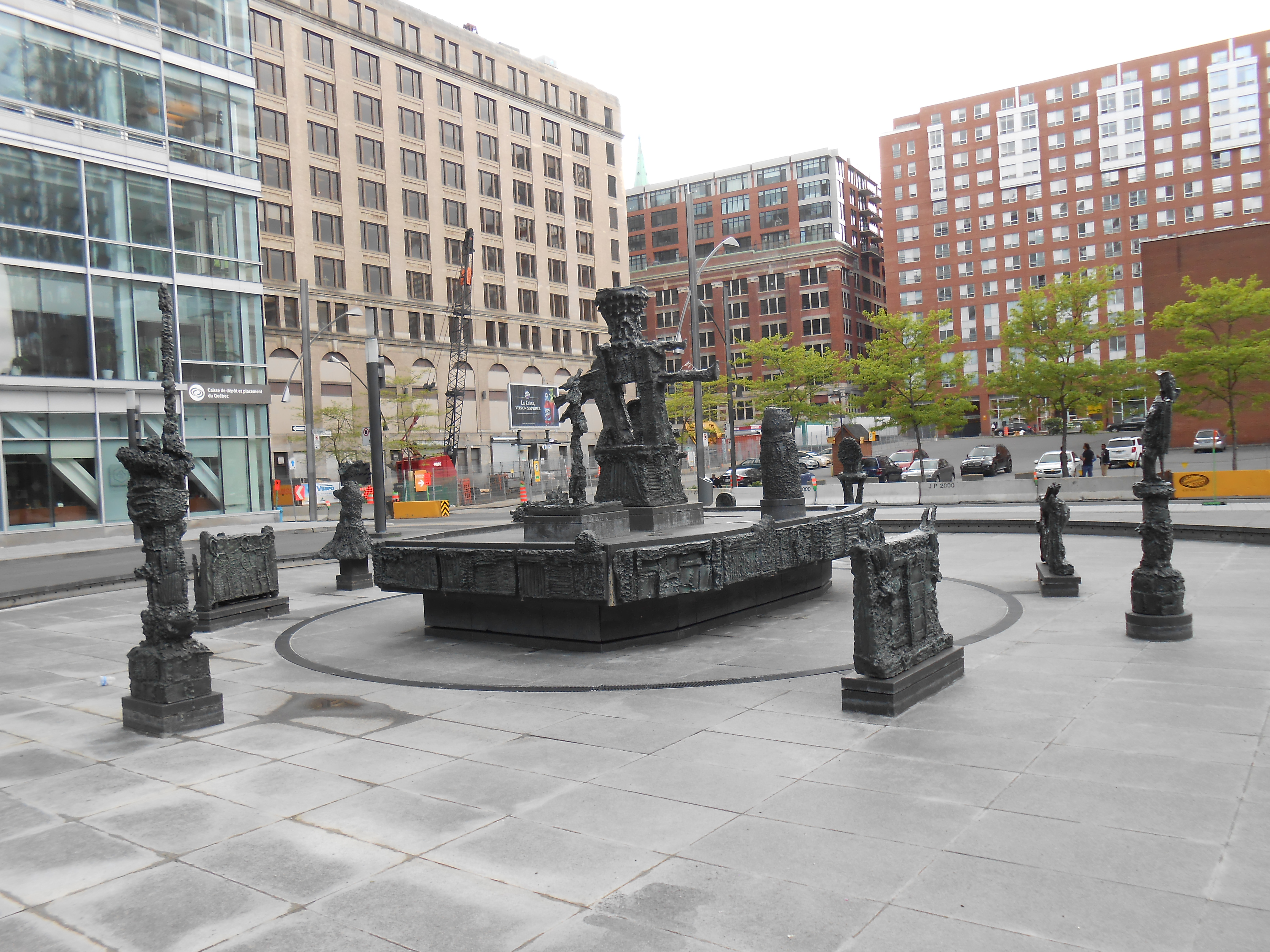
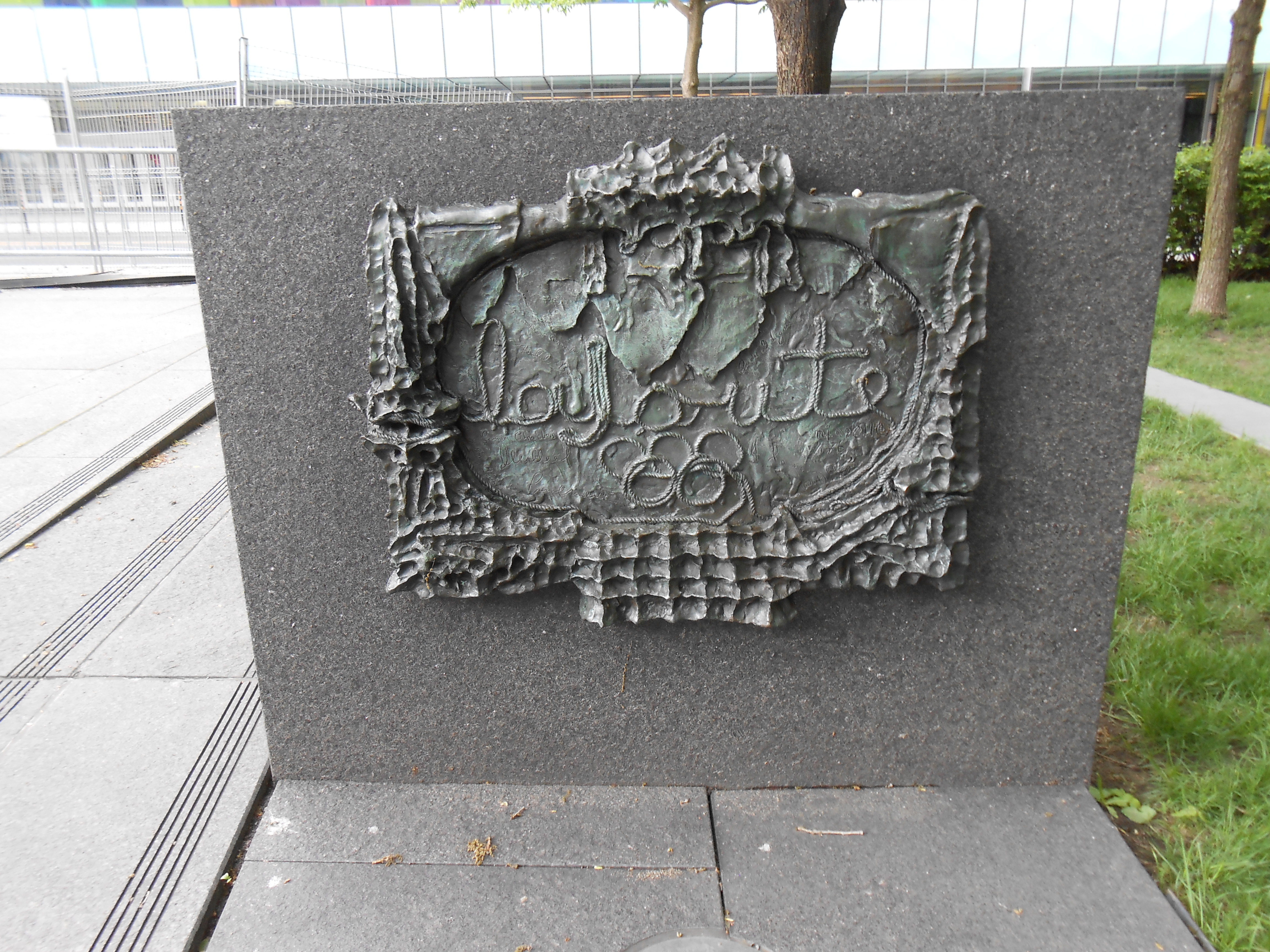
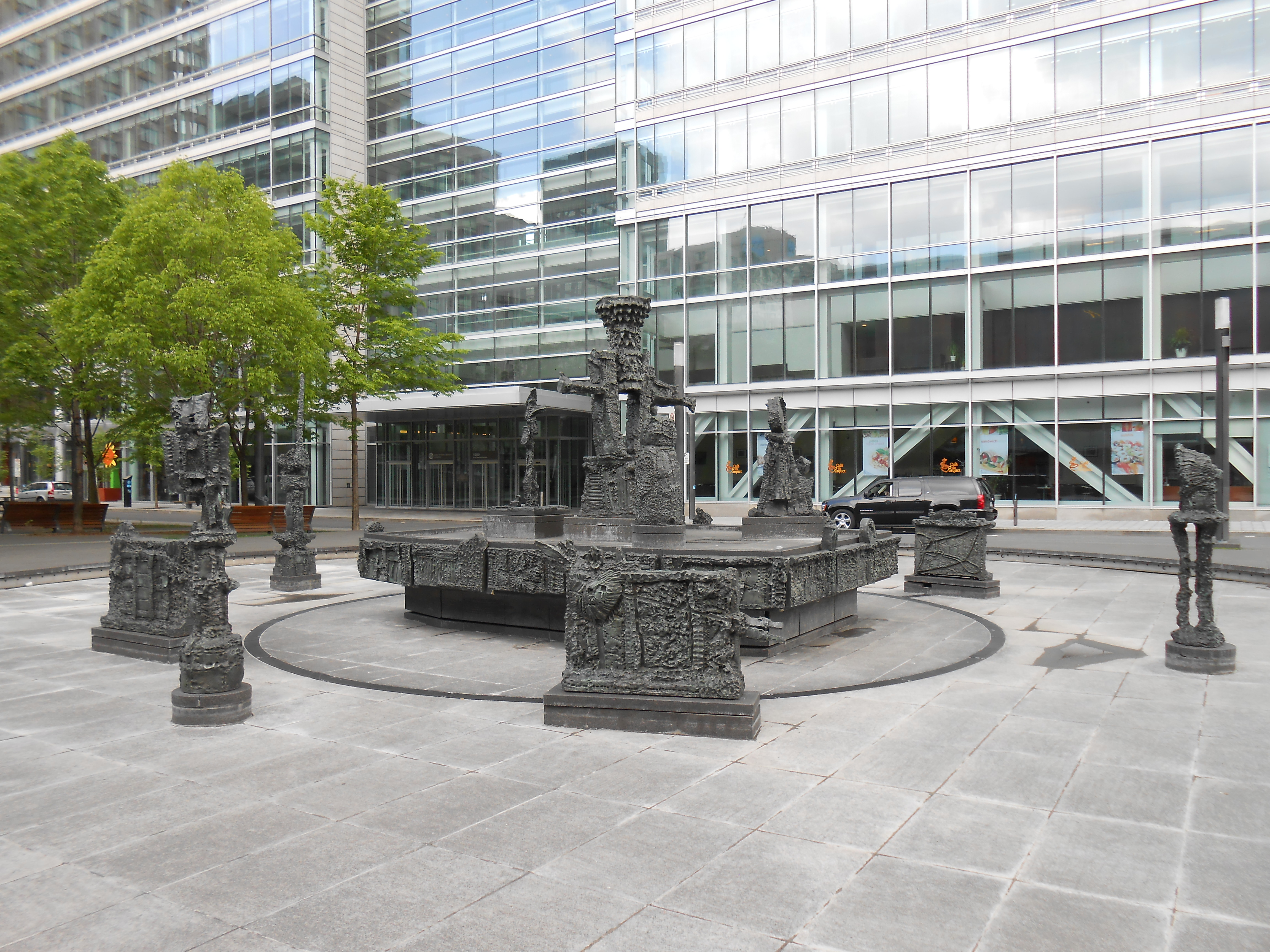
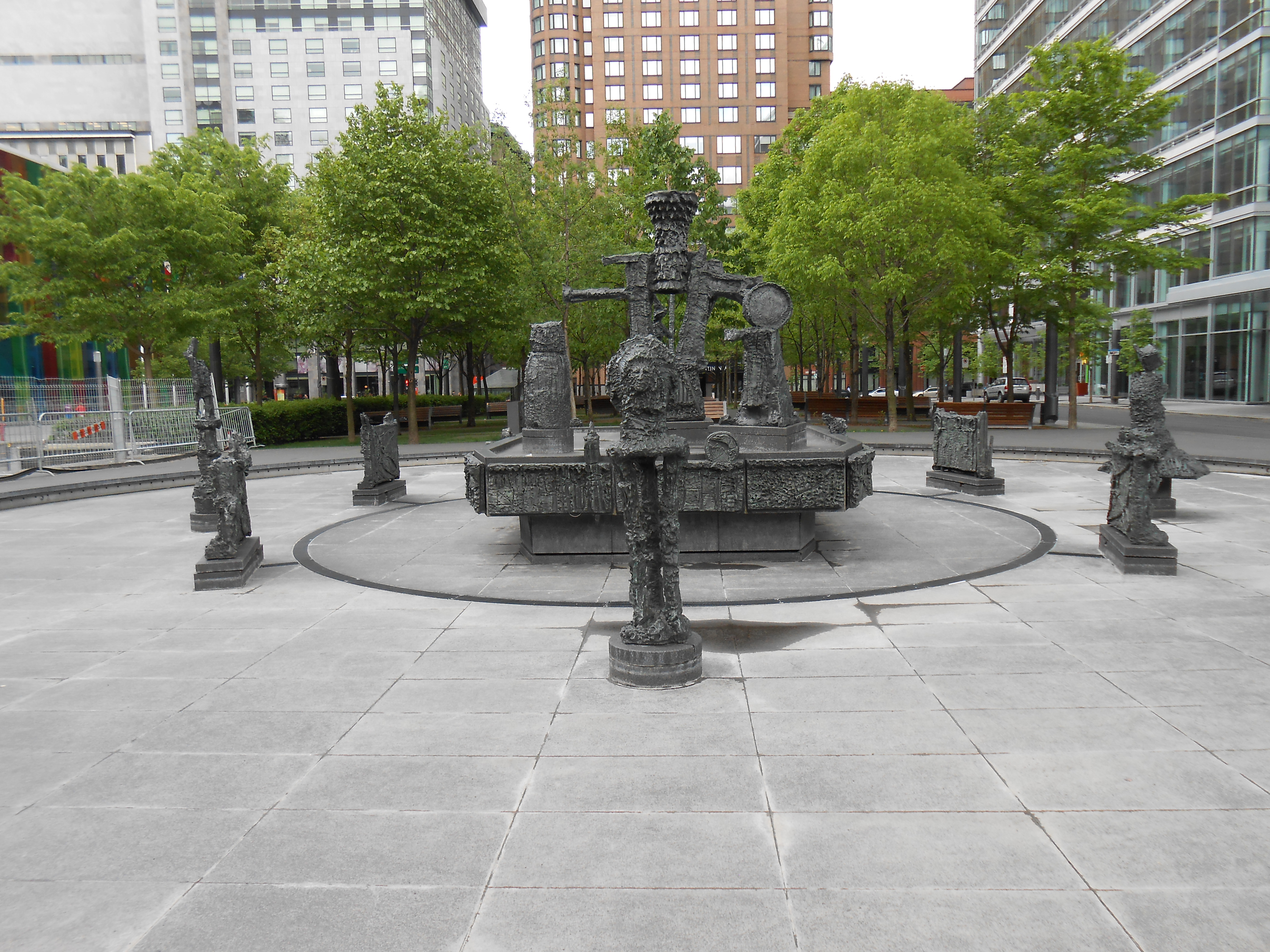
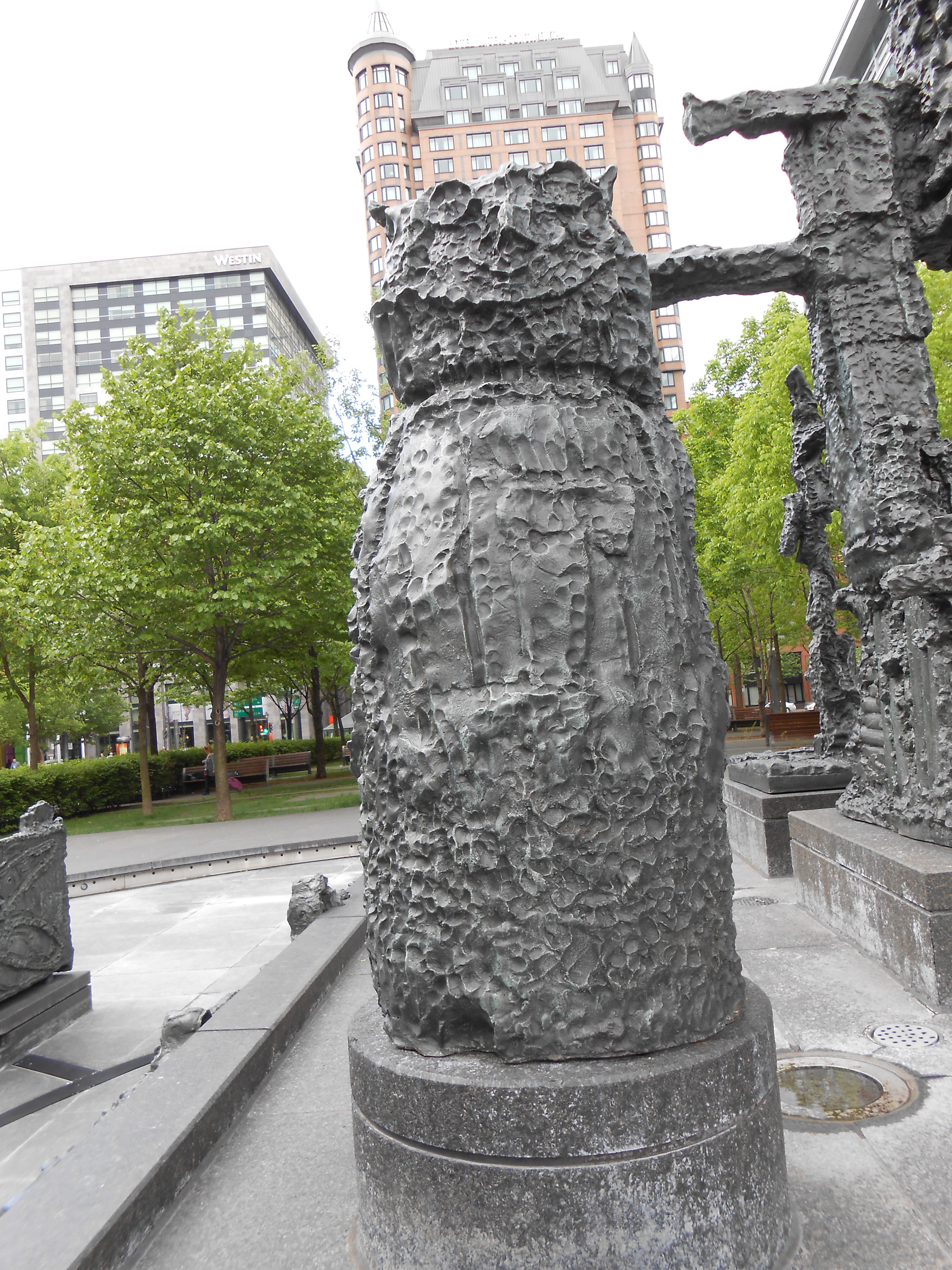
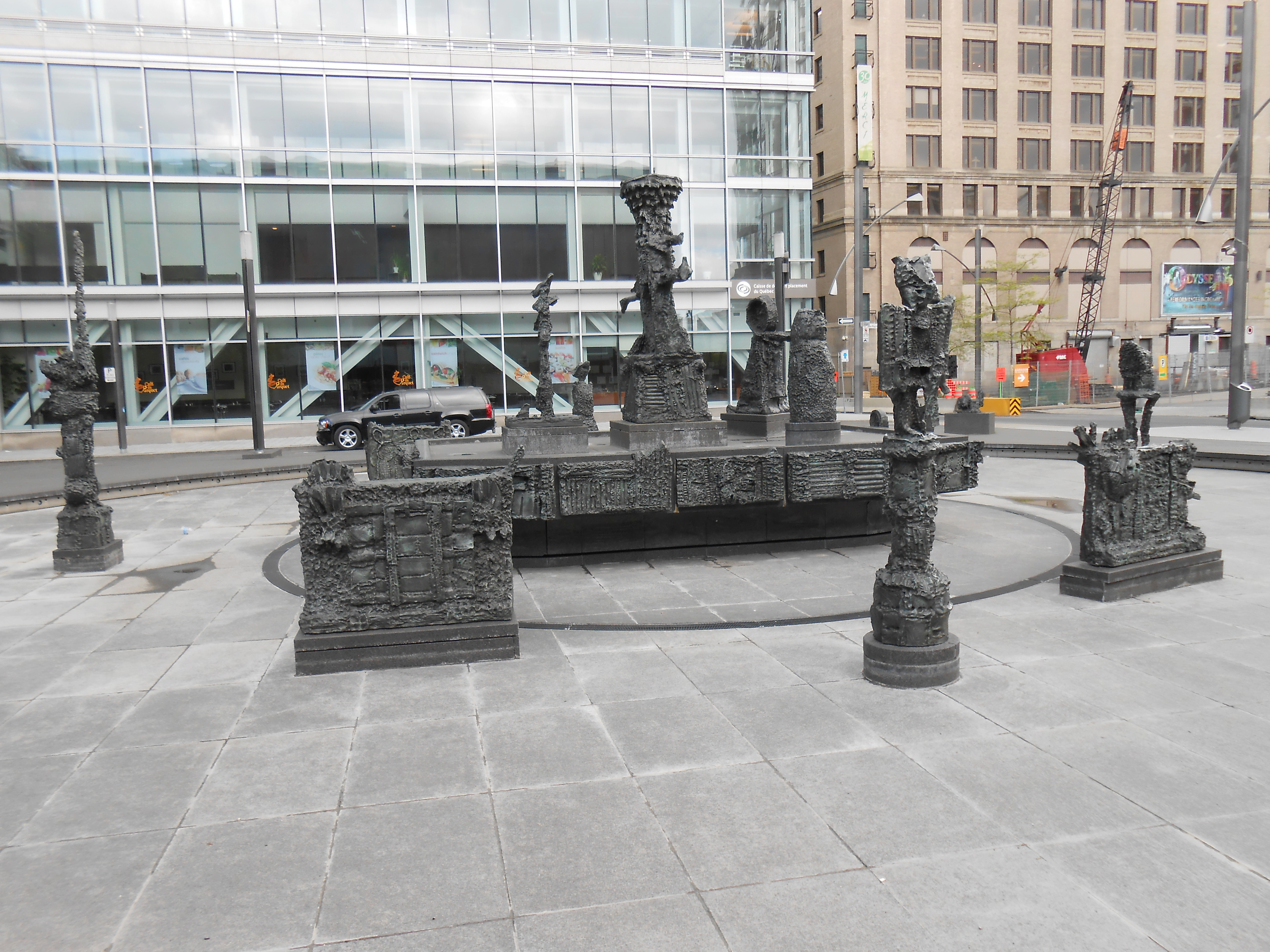
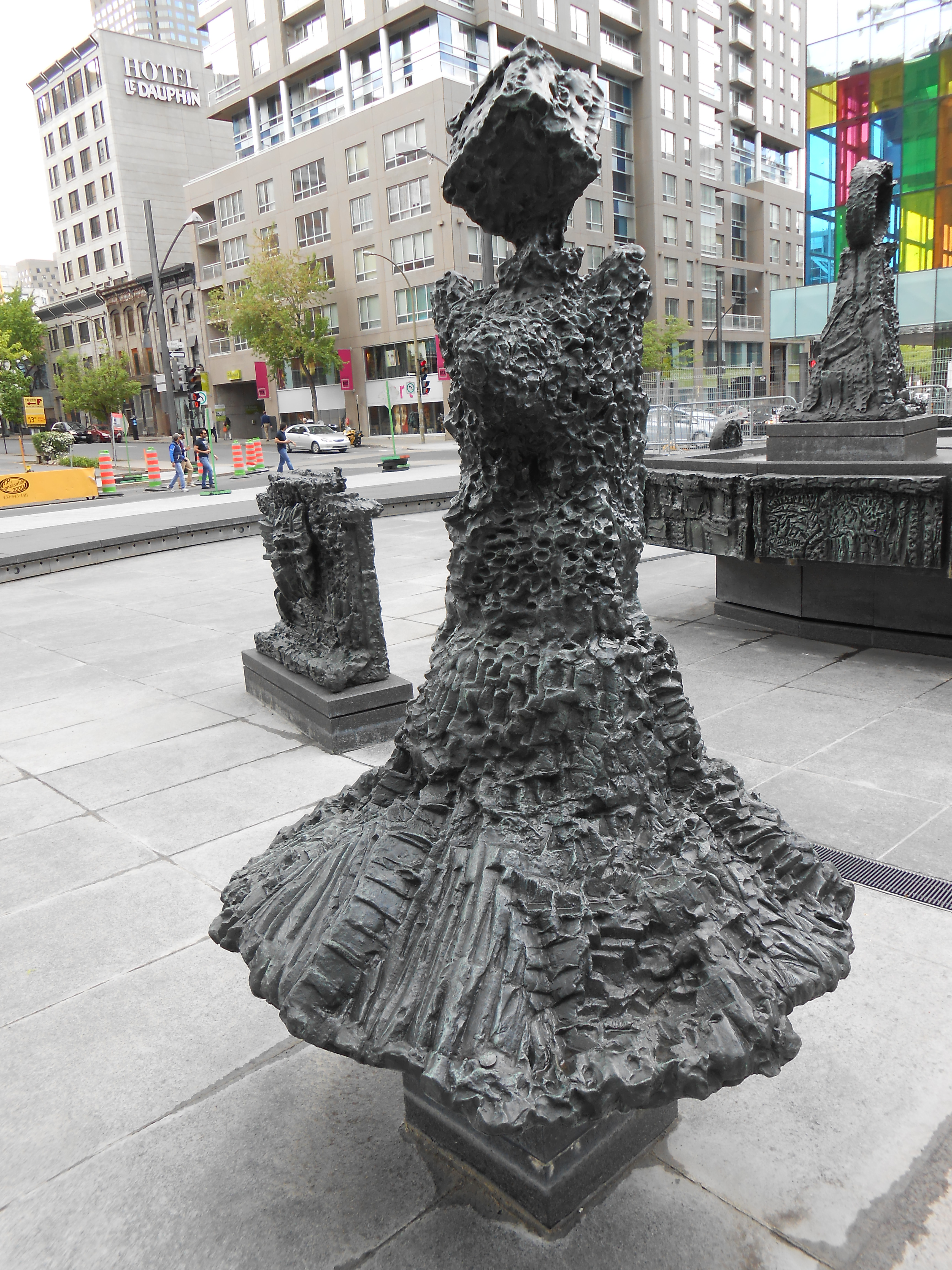
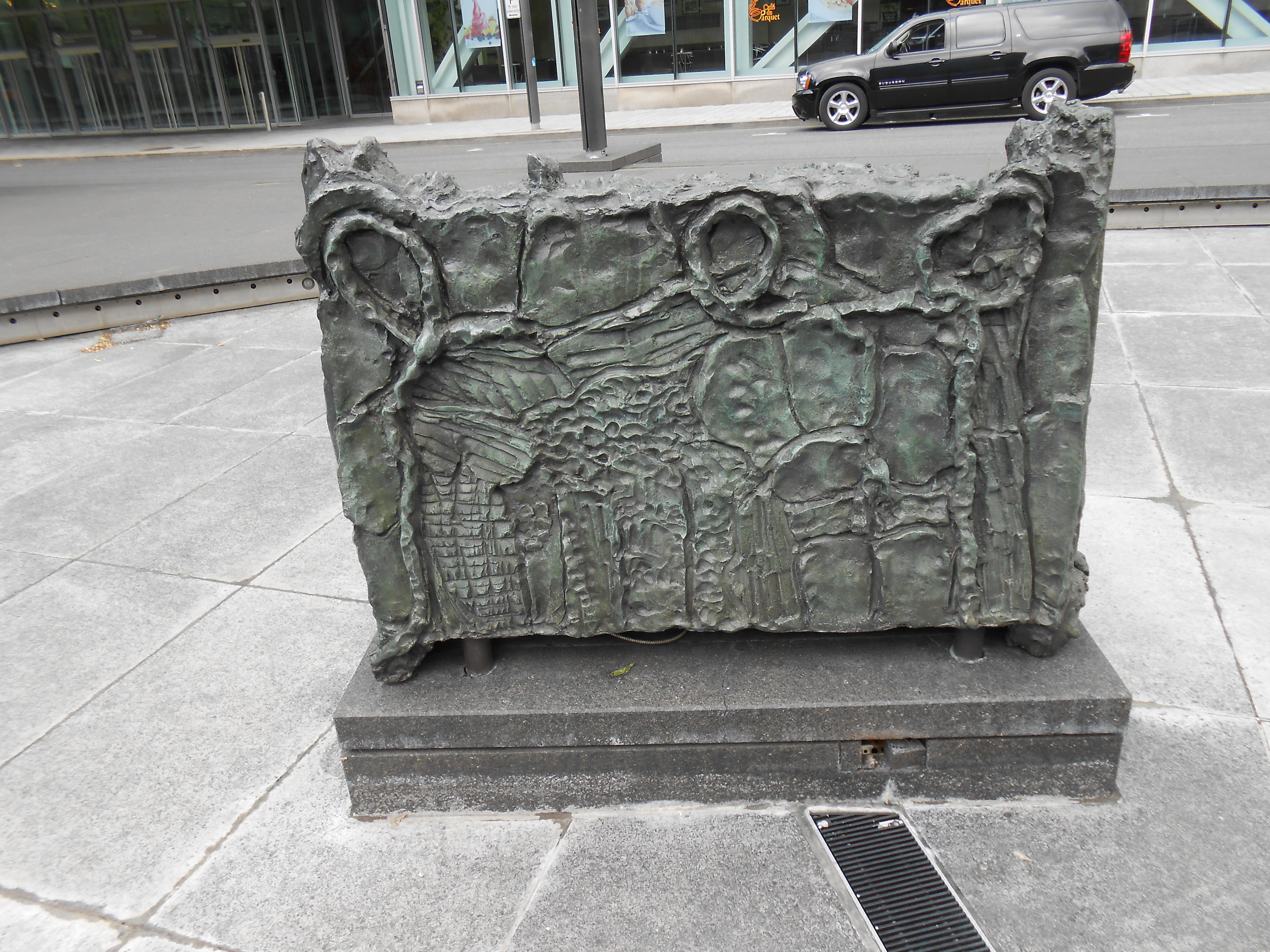
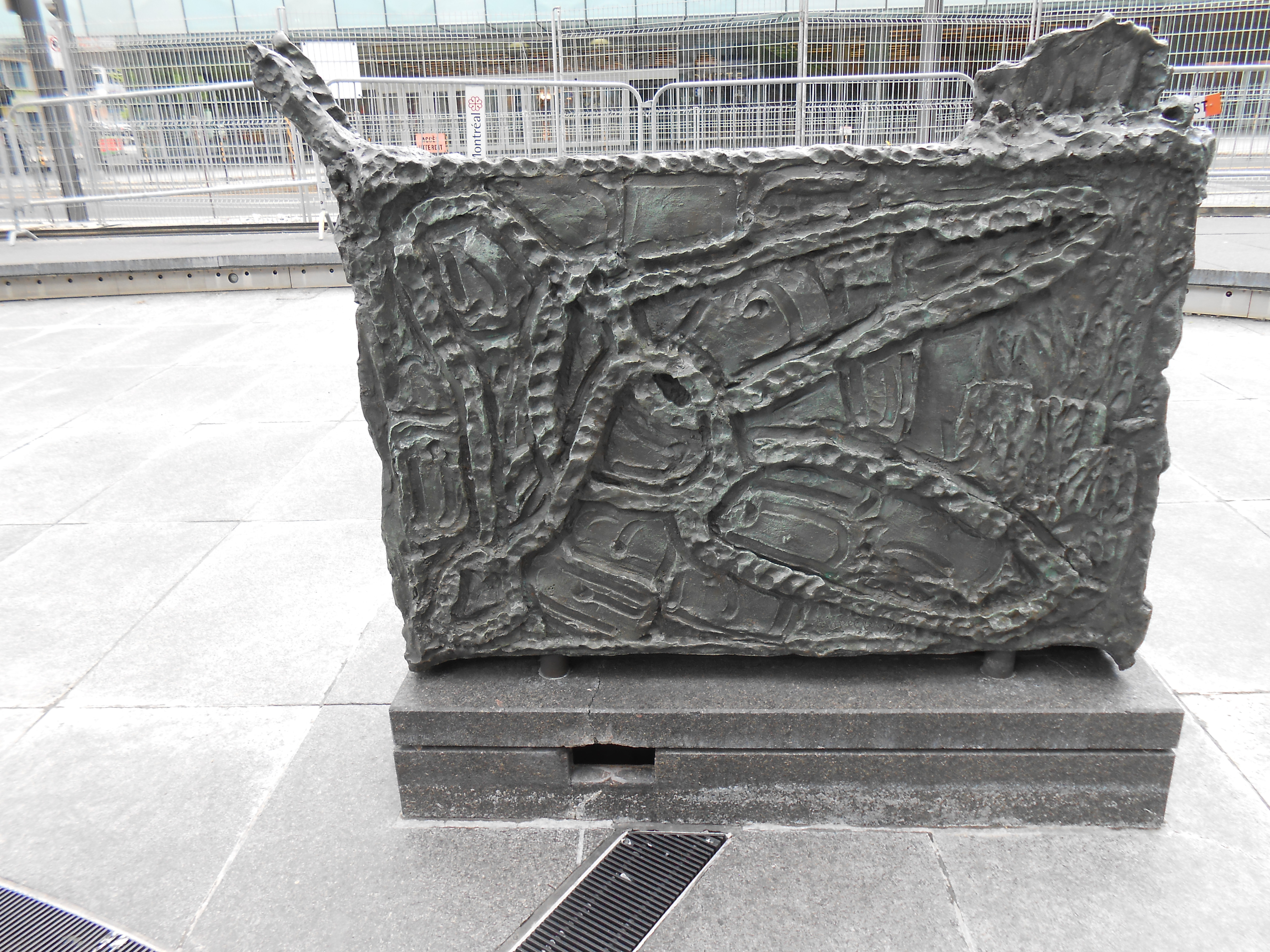
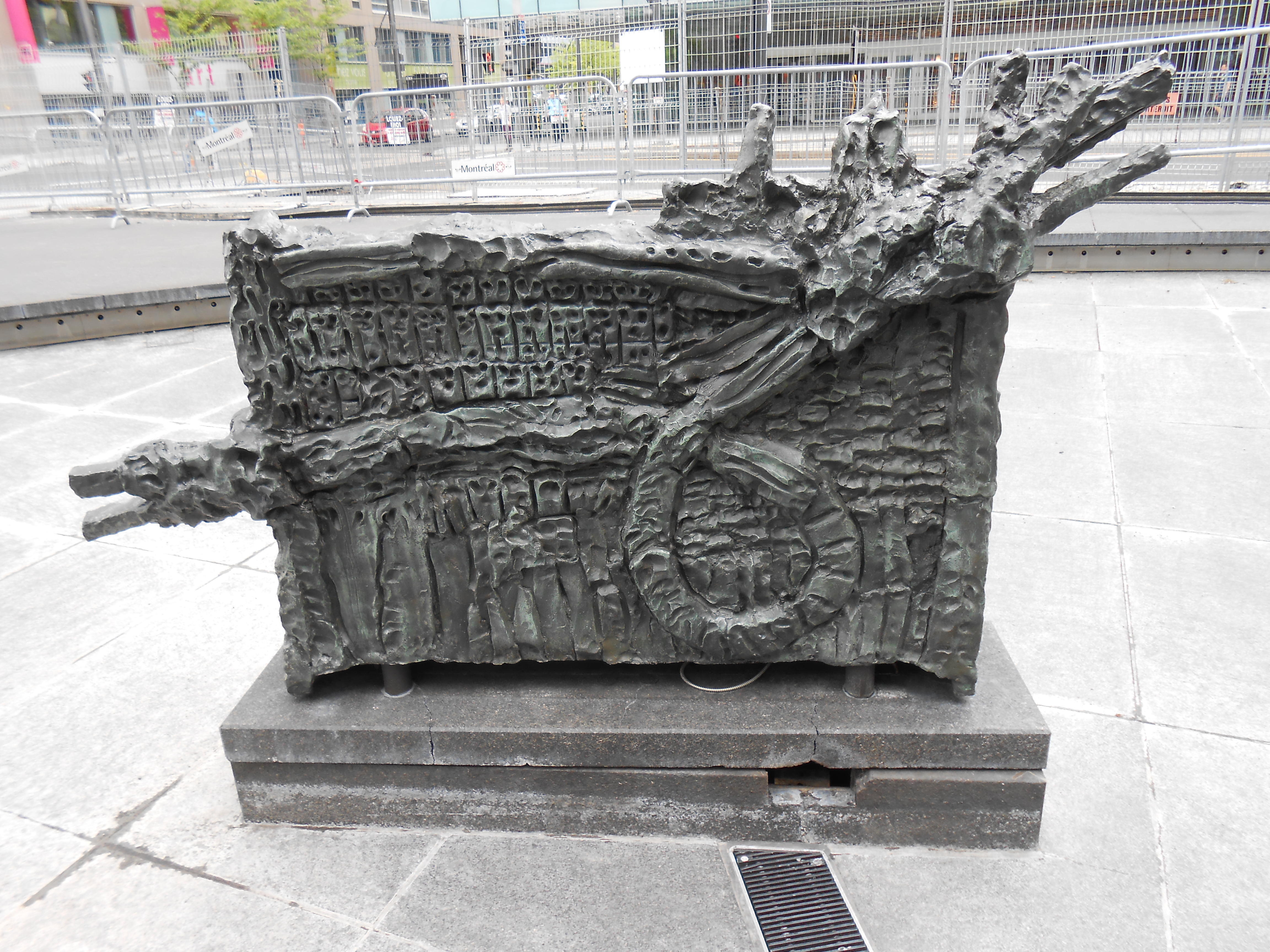
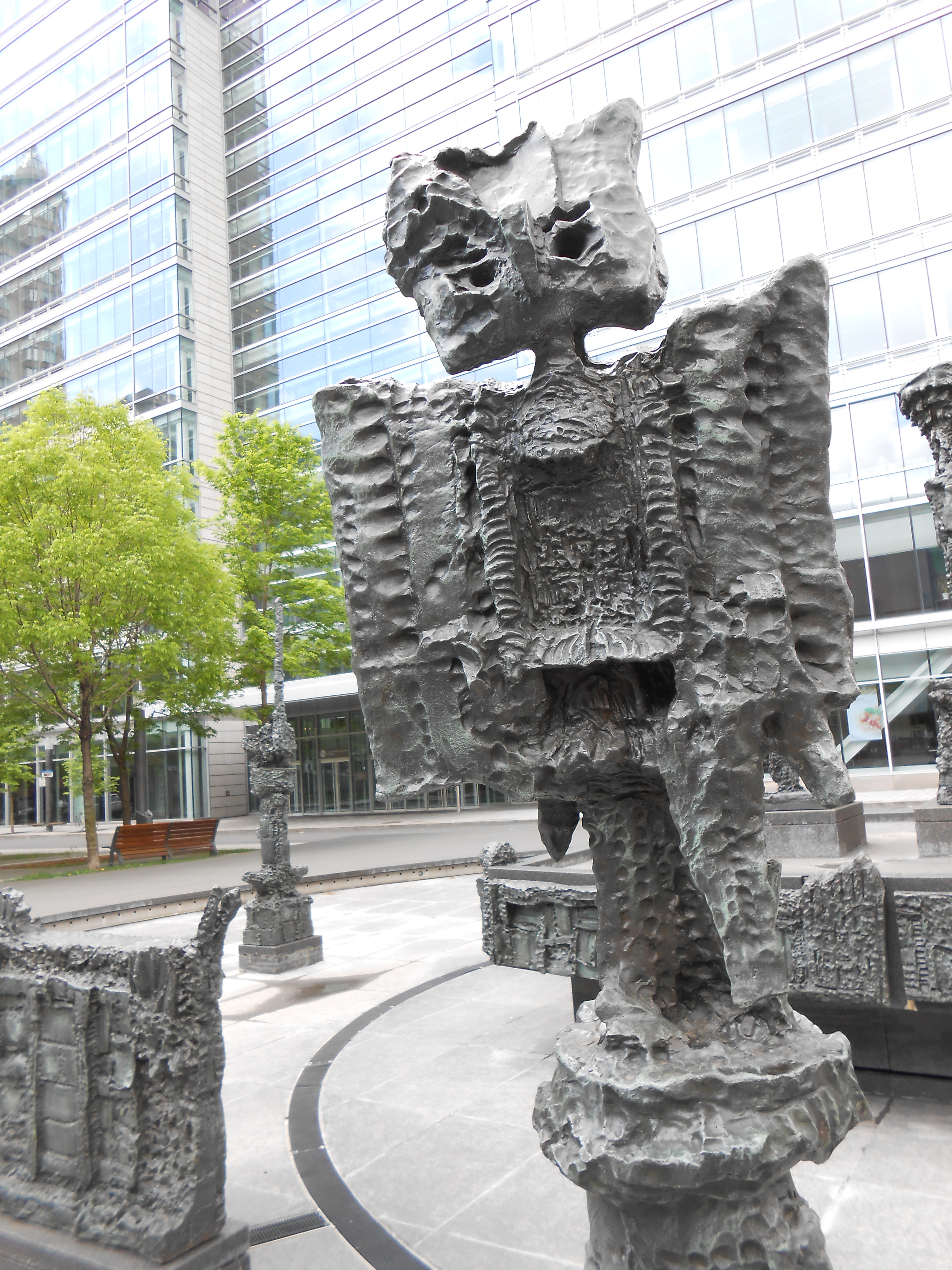
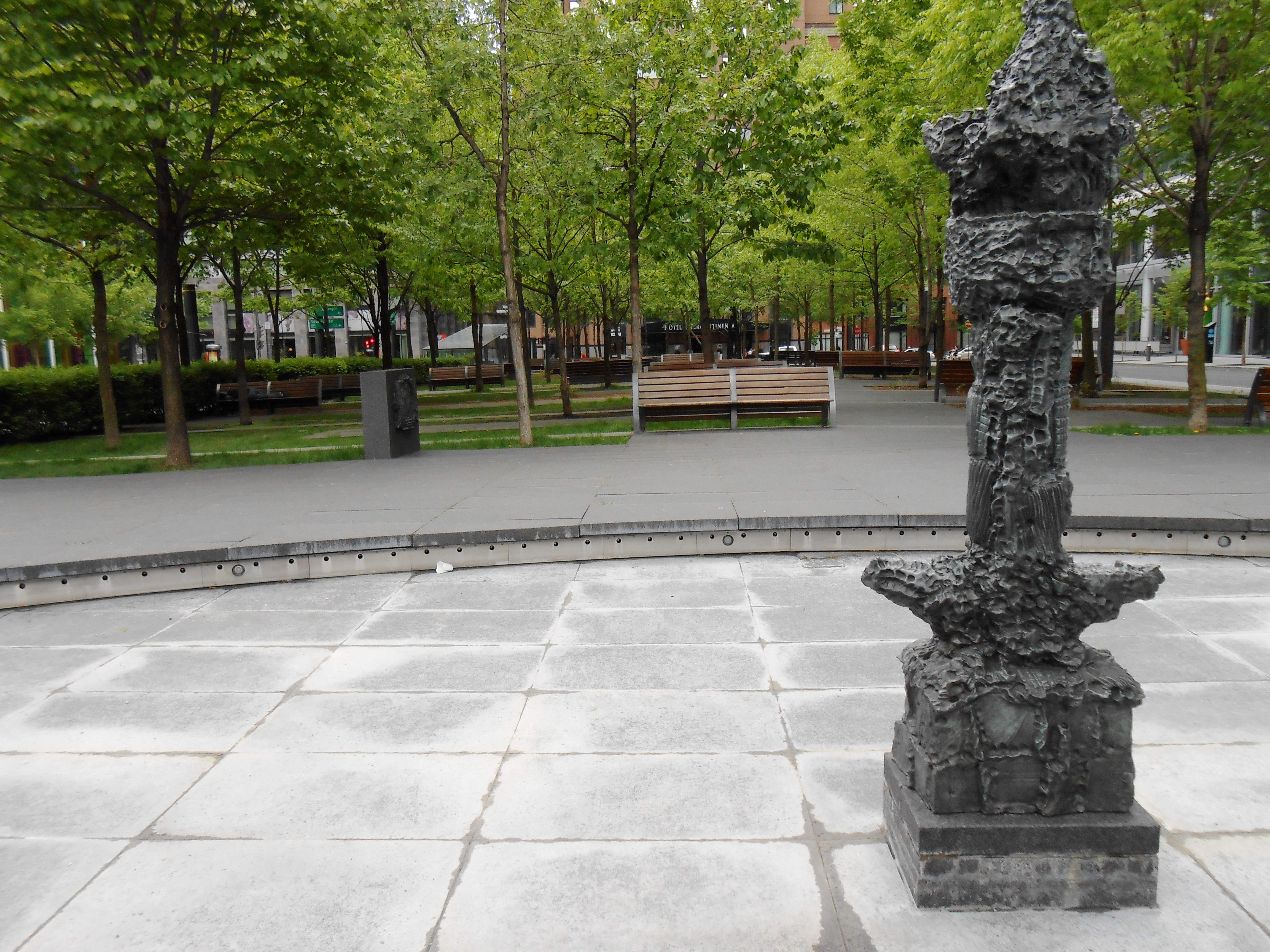
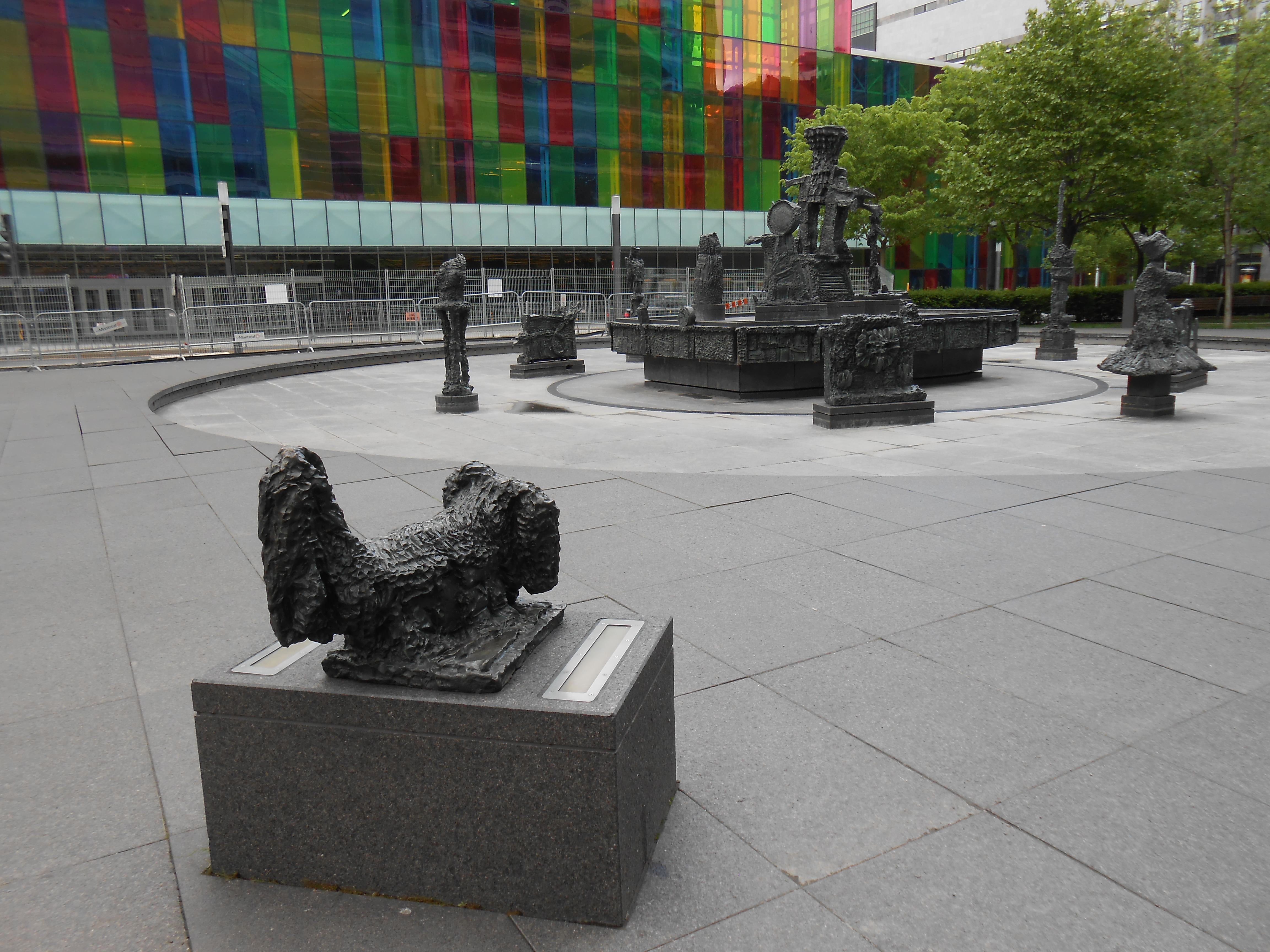
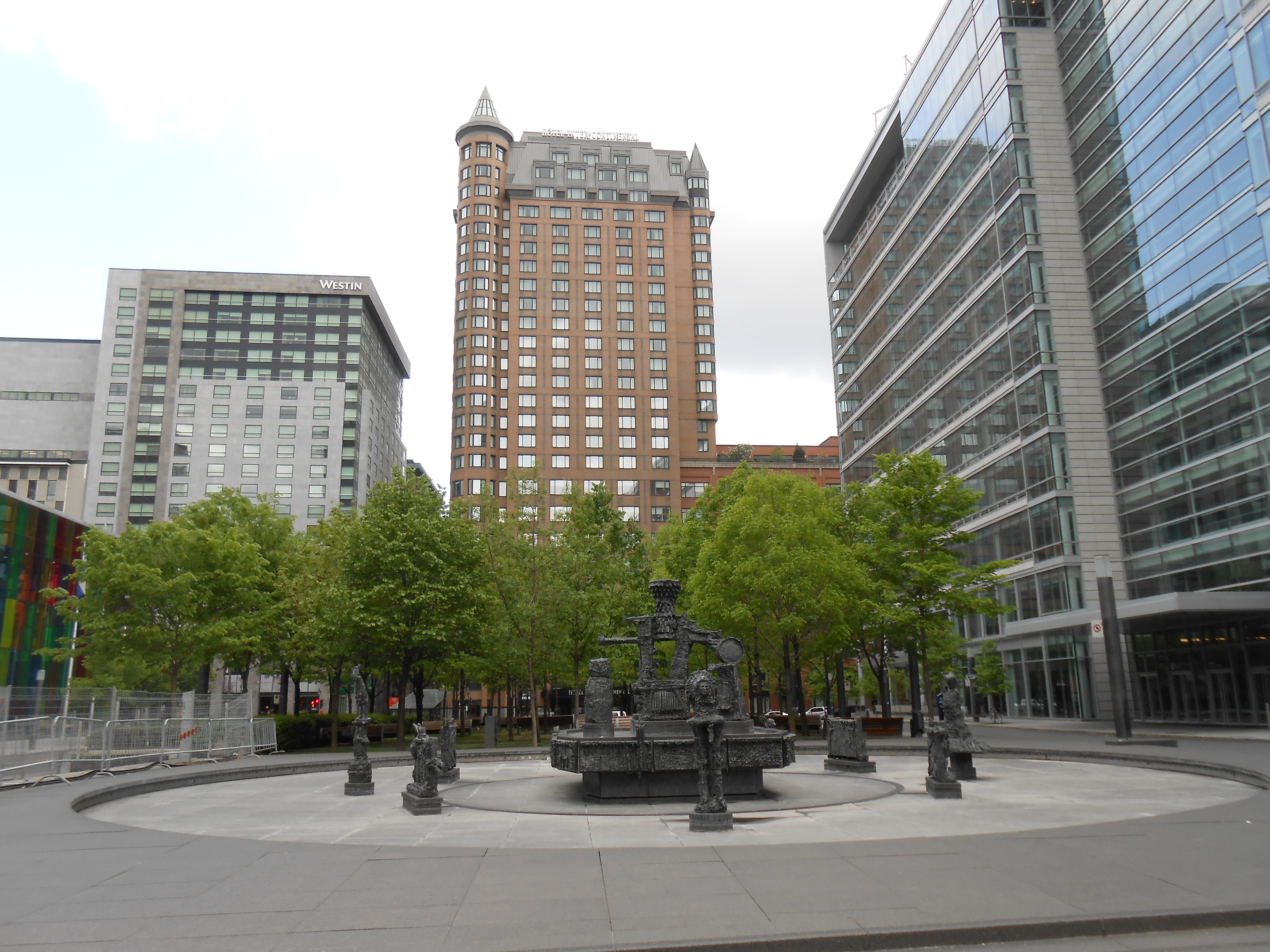
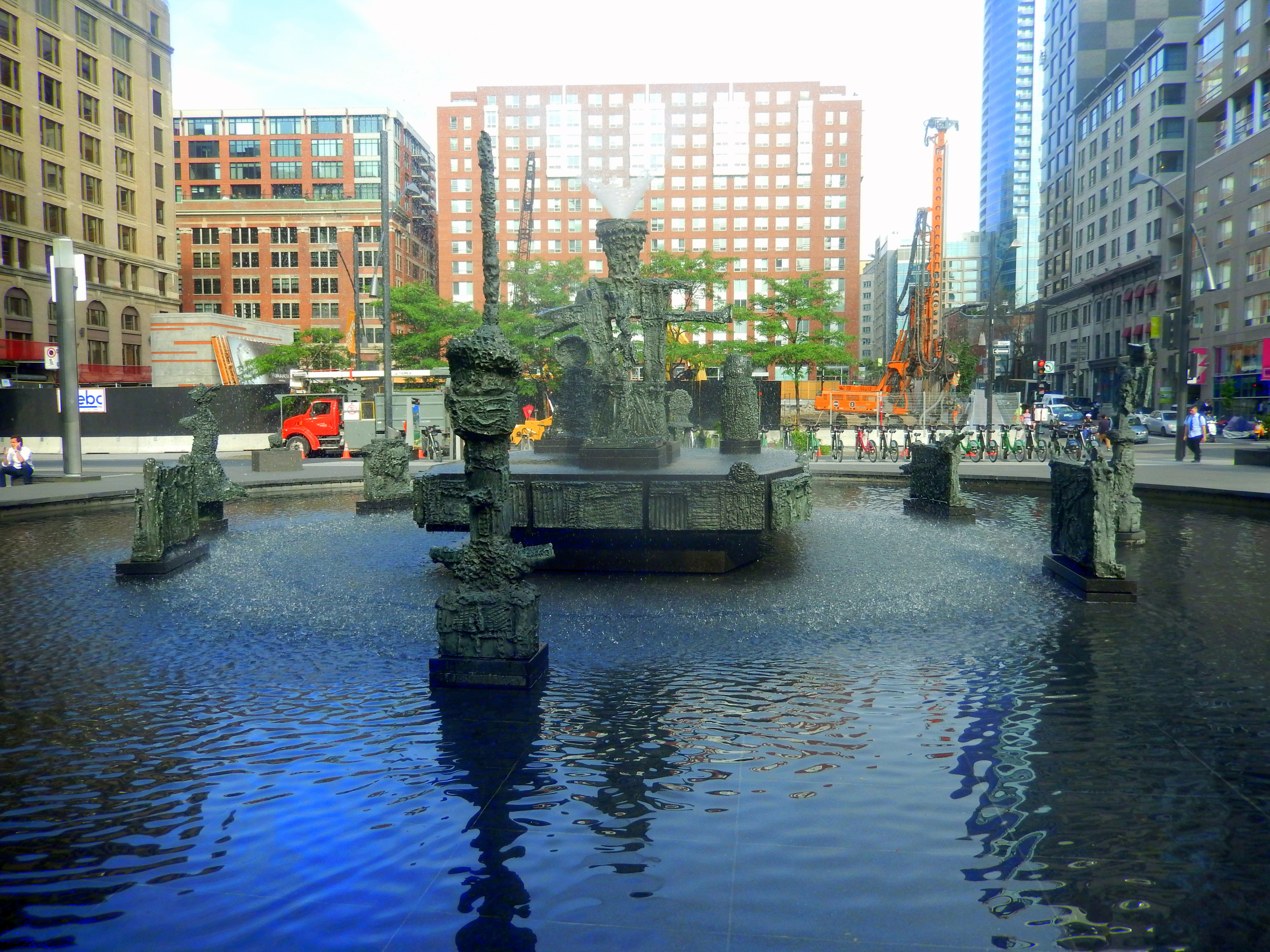
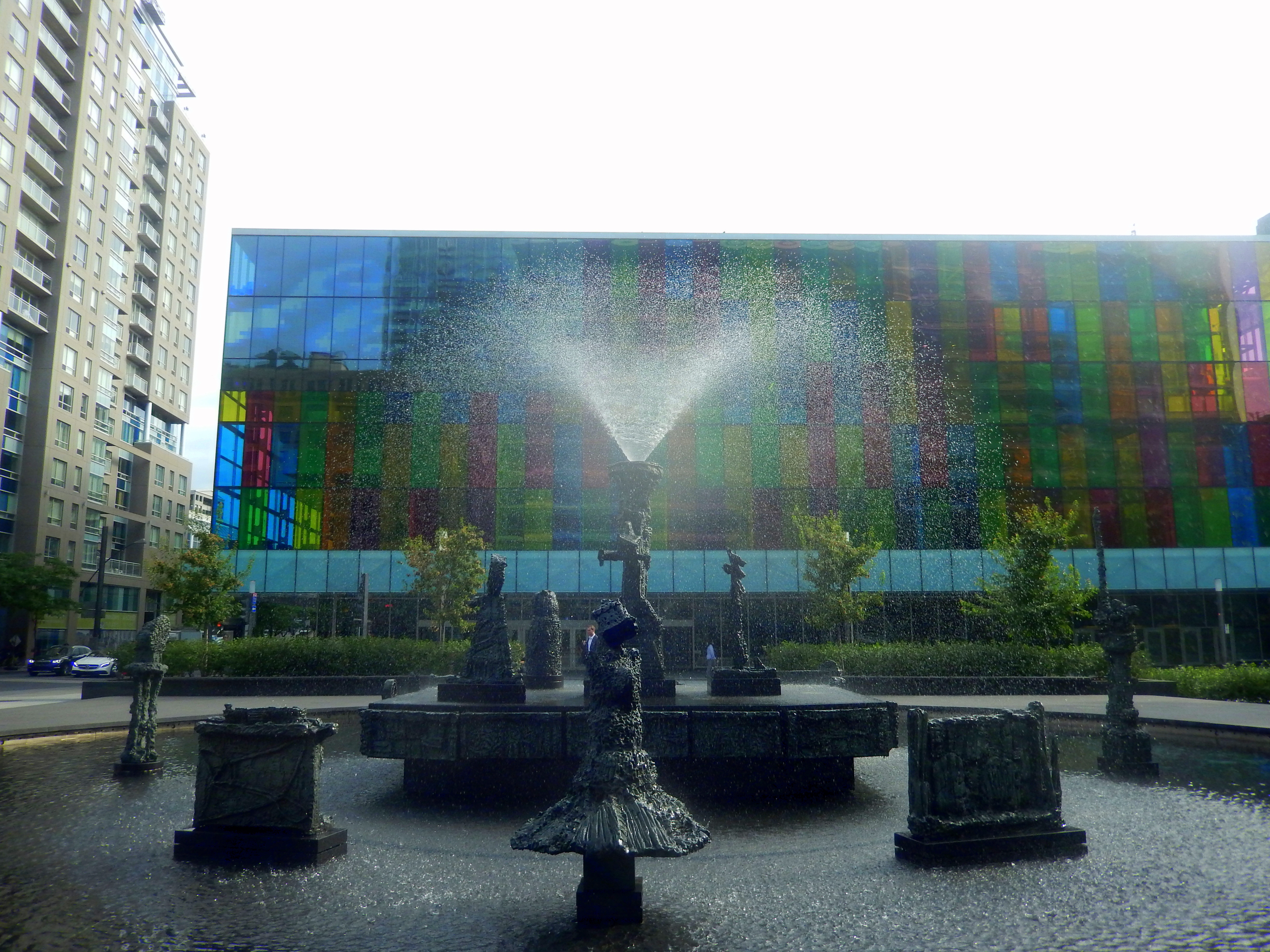